# Provincia de Esteban Arze
La provincia de Esteban Arze es una provincia de Bolivia, ubicada en el departamento de Cochabamba. 
Tiene una superficie de 1.245 km² y cuenta con una población de 37.245 habitantes (según el Censo INE 2012). Su capital es la antigua Villa de Tarata, conocida como «La Ciudad Colonial». Muchas personas de la provincia de Esteban Arze (Tarata y Arbieto) han emigrado al extranjero, principalmente a Argentina y al área de Washington D. C. (condado de Arlington, condado de Fairfax y Alexandria Virginia y condado de Montgomery Maryland).

## Ubicación
La provincia de Esteban Arze está situada al extremo sur del departamento de Cochabamba, al centro del país. Esta provincia limita al norte con las provincias Cercado, Germán Jordán y Punata, al este con la provincia Mizque, al sur con el departamento de Potosí y al oeste con la provincia Capinota.

## Historia

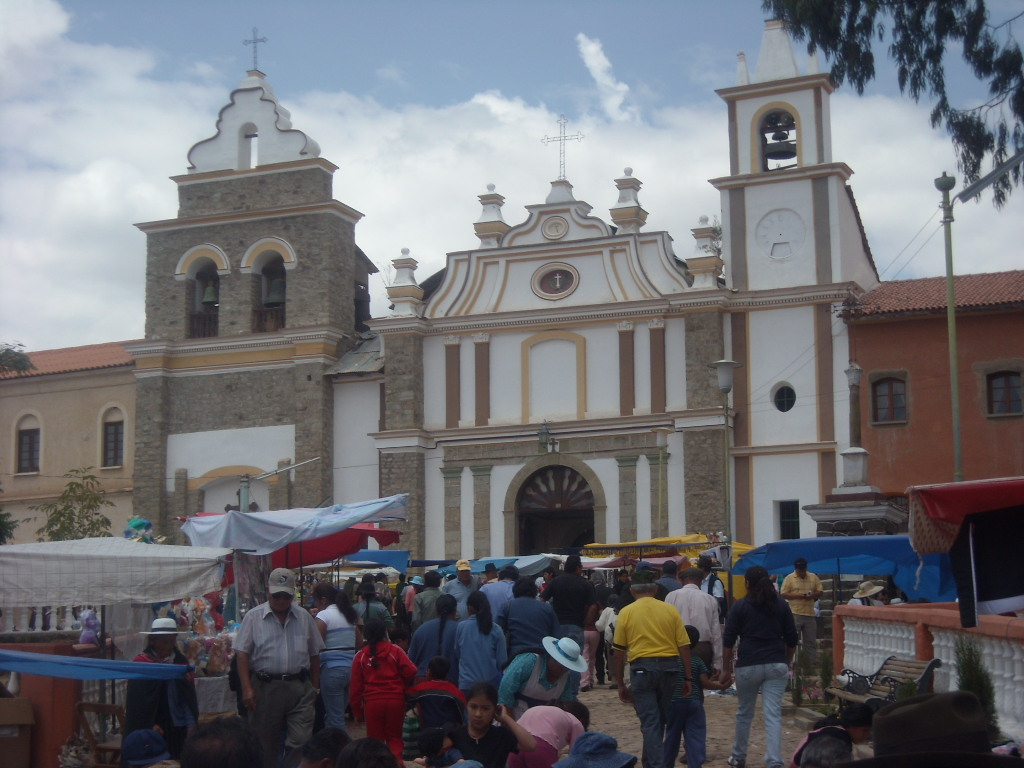
Templo San José, Tarata

En la época colonial conformó el partido de Clisa, teniendo como cabeza al pueblo de Tarata, dependiente de la intendencia de Cochabamba. 
Durante los años de la campaña por la independencia de Bolivia, la región de Tarata o partido de Cliza tuvo un papel importante con la formación del ejército de las fuerzas patriotas, que lucharon contra las fuerzas realistas de España a la cabeza del general Esteban Arze y otros patriotas del país.
Después de la fundación de Bolivia, fue creada como provincia al ser creado los departamentos el 23 de enero de 1826, por Decreto Supremo del mariscal Antonio José de Sucre, que estableció la división político administrativo de la nueva República, y que reconocía y legalizaba las antiguas jurisdicciones territoriales. Así la provincia de Cliza surgió sobre la base de la jurisdicción del antiguo partido de Clisa, el actual Valle Alto de Cochabamba, teniendo como su capital la Villa de Tarata.
En 1862 para una mejor administración de la justicia, por Decreto Supremo del 2 de abril de 1862, la provincia Cliza se dividió en dos secciones. La primera sección comprendía los cantones de Paredón, Izata, Toco, Orihuela (Cliza), y la villa Tarata, asiento del Juzgado de instrucción; y la segunda sección comprendía los cantones de Tiraque, Arani, Muela, San Benito y la Villa de Punata, asiento del Juzgado de instrucción.
Posteriormente, durante el gobierno del general Mariano Melgarejo, fue creada como departamento de Tarata, por el Decreto Supremo del 5 de septiembre de 1866, compuesta por la provincia Cliza (Valle Alto) y la Provincia Mizque (Cono Sur). Sin embargo, con la caída de Melgarejo y el ascenso del general Agustín Morales, Tarata volvió a la categoría de provincia después de cinco años. 
Años después, por Decreto Supremo del 4 de enero de 1872, dictado por el gobierno de Agustín Morales, la antigua provincia de Cliza se dividió en dos provincias: la provincia de Tarata y la provincia de Punata. La provincia de Tarata comprendía: la Villa Capital y los cantones de Cliza, Toco, Izata y el Paredón (Anzaldo). Y en 1874 se le anexó el cantón Tolata, por ley del 24 de noviembre del mismo año. 
Finalmente, el 21 de septiembre de 1912, la segunda sección se independiza y se constituye por ley en una nueva provincia, la provincia Cliza (actual provincia Germán Jordán) con sus cantones: Cliza, Toco y Tolata.
Actualmente, la provincia Tarata lleva el nombre de Esteban Arze, en homenaje al general y héroe de la independencia de Bolivia, por Ley del 10 de noviembre de 1950, promulgada por el presidente Mamerto Urriolagoitia.

## Festividades y ferias

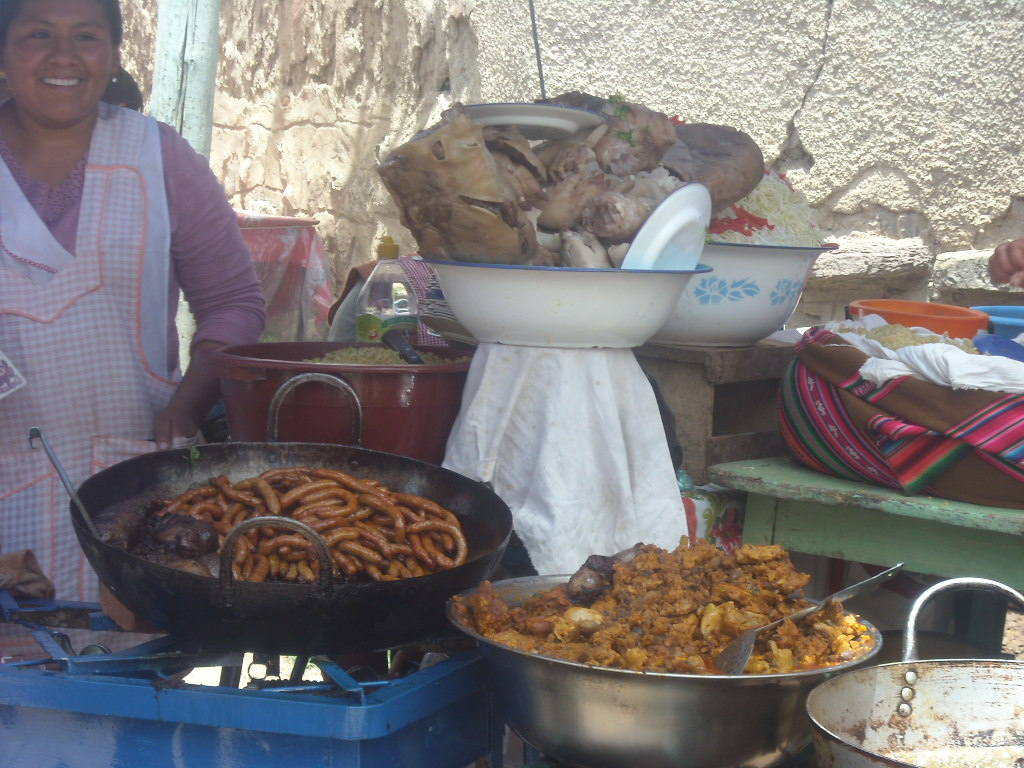
Tradicionales chorizos tarateños.

La fiesta principal de la provincia es la de San Severino, que se celebra el último domingo del mes de noviembre en Tarata.
Las ferias más importantes son la "Feria del Chorizo y la Chicha", que se realiza el tercer domingo del mes de junio en Tarata, y "Feria de la Ñawpa Manka Mikhuna", se realiza el cuarto domingo del mes de julio en la localidad de Achamoco, donde se sirven platos típicos andinos como la phisara, phiri, el llusp'ichi y otros. El objetivo de la feria es revalorizar los alimentos andinos y sus recetas.

## Demografía
De acuerdo con el censo boliviano de 2024, la población de la provincia de Esteban Arze es de 53 964 habitantes.
La población de la provincia casi se ha duplicado en las últimas tres décadas:
| Población histórica de la provincia de Esteban Arze | Población histórica de la provincia de Esteban Arze | Población histórica de la provincia de Esteban Arze | Población histórica de la provincia de Esteban Arze | Población histórica de la provincia de Esteban Arze |
| Año                                                 | Habitantes                                          | Crecimiento Intercensal                             | Censo de Población                                  | Ref.                                                |
| --------------------------------------------------- | --------------------------------------------------- | --------------------------------------------------- | --------------------------------------------------- | --------------------------------------------------- |
| Siglo XX                                            |                                                     |                                                     |                                                     |                                                     |
| 1900                                                | 48 085                                              | Sin cambios                                         | Censo boliviano de 1900                             | [ 9 ]                                               |
| 1950                                                | 27 436                                              | - 42,94 %                                           | Censo boliviano de 1950                             | [ 10 ]                                              |
| 1976                                                | 28 963                                              | + 5,56 %                                            | Censo boliviano de 1976                             | [ 10 ]                                              |
| 1992                                                | 29 717                                              | + 2,60 %                                            | Censo boliviano de 1992                             | [ 10 ]                                              |
| Siglo XXI                                           |                                                     |                                                     |                                                     |                                                     |
| 2001                                                | 31 997                                              | + 7,67 %                                            | Censo boliviano de 2001                             | [ 10 ]                                              |
| 2012                                                | 37 245                                              | + 16,40 %                                           | Censo boliviano de 2012                             | [ 10 ]                                              |
| 2024                                                | 53 964                                              |                                                     | Censo boliviano de 2024                             | [ 8 ]                                               |

| Evolución histórica de la población de la provincia de Esteban Arze (según los censos bolivianos y proyección de 2022) |
| --- |
| |